# ناملیک
ناملیک (انگلیسی: Namlik) یک بستر میزبانی پادکست ایرانی است، و از سال ۱۳۹۴ فعالیتش را در حوزه ارائه و پخش پادکست فارسی آغاز کرده‌است. پلتفرم ناملیک امکان ایجاد کانال اختصاصی و به‌دنبال آن آپلود محتوای صوتی و به‌اشتراک‌گذاری را برای صاحبان محتوا فراهم می‌کند. این سکو همچنین امکان مشاهده، شنیدن، درج نظر و به‌اشتراک‌گذاری پادکست‌ها را در اختیار  شنوندگان قرار می‌دهد. این پلتفرم به همراه شنوتو از پیشگامان میزبانی پادکست در ایران می‌باشند.
کاربران ناملیک در دو گروه صاحبان محتوا و کاربران عادی دسته‌بندی می‌شوند.
ناملیک به‌عنوان میزبان پادکست، پادکست‌هایی چون چنل بی، دایجست، هلی تاک، فردوسی خوانی، ابرام بگو، کتابگرد و تعداد زیادی از پادکست‌های ایرانی را میزبانی می‌کند.
تعداد پادکست‌های فارسی فعال، حدود ۱۵۰۰۰ پادکست است. این پادکست‌ها در پادگیرهای مختلف بارگذاری می‌شوند و شنوندگان خاص خود را دارند. اپلیکیشن‌هایی داخلی دیگری که پادکست را بارگذاری می‌کنند؛ شامل شنوتو، تهران پادکست، فیدیبو است. در اپلیکیشن‌های خارجی هم می‌توان به کست‌باکس، گوگل پادکستز، اپل پادکستس اشاره کرد.
ناملیک در حال‌ حاضر بیش از ۲۰ هزار شنونده فعال ماهانه دارد که این آمار روزبه‌روز درحال افزایش است.